# Гароніт
Гароніт (рос. гарронит; англ. garronite; нім. Garronit m) – мінерал, водний алюмосилікат натрію і кальцію групи цеоліту.
Назва за місцем знахідки (IMA 1962).

## Загальний опис
Склад близький до філіпситу: NaCa2,5[Al6Si10O32]13,5 H2O. Можливі домішки: К та Ва. Тісно пов’язаний з філіпситом та жисмондитом. Відрізняється від філіпситу низьким вмістом K2O, а від жисмондиту меншим вмістом СаО, Al2O3, Н2О. Сингонія тетрагональна. Густина 2,13-2,17. Утворює радіально-променисті агрегати. Зустрічається в мигдалинах олівінових базальтів третинного періоду долини Гленаріф, плато Гаррон в графстві Антрим в Півн. Ірландії. Іноді асоціює з іншими цеолітами. В Японії в районі гір Танзава знайдений в жилах метаморфізованих базальтів і долеритах з шабазитом та кварцом.